# チゴザサ
チゴザサ Isachne globosa はイネ科の植物の1つ。小型のササのような姿の植物で湿地に群生する。

## 特徴
多年生の草本。根茎は横に伸び、そこから直立する茎(稈)を出す。直立する茎は高さ30-60cmになる。直立する茎に出る葉身は披針形で長さ4-9cm、幅4-8mmほど、主脈はあまり目立たず、葉の縁はやや固くなってざらつく。葉舌は1列の長い毛の形になる。
花期は6-8月で、茎の先端に円錐花序を直立させる。円錐花序は長さ3-6cmで、枝は屈曲して小穂を単生するか、1-2回分枝して小穂をつける。分枝はやや細く、それが大きい角度を取ってまばらに広がる。小穂には柄があり、その途中に淡黄色の帯状をした腺がある。小穂はほぼ楕円形だが先端に向けてやや幅が広まっており、また基部に向かって細まっていて、長さ2-2.2mm、淡緑色から紫を帯びて淡紫色のものまでがある。また花柱も紅紫色。花柱は開花時には頴の外へ突き出し、美しく見える。
和名は稚児笹で、その姿が細く小型であることによる。

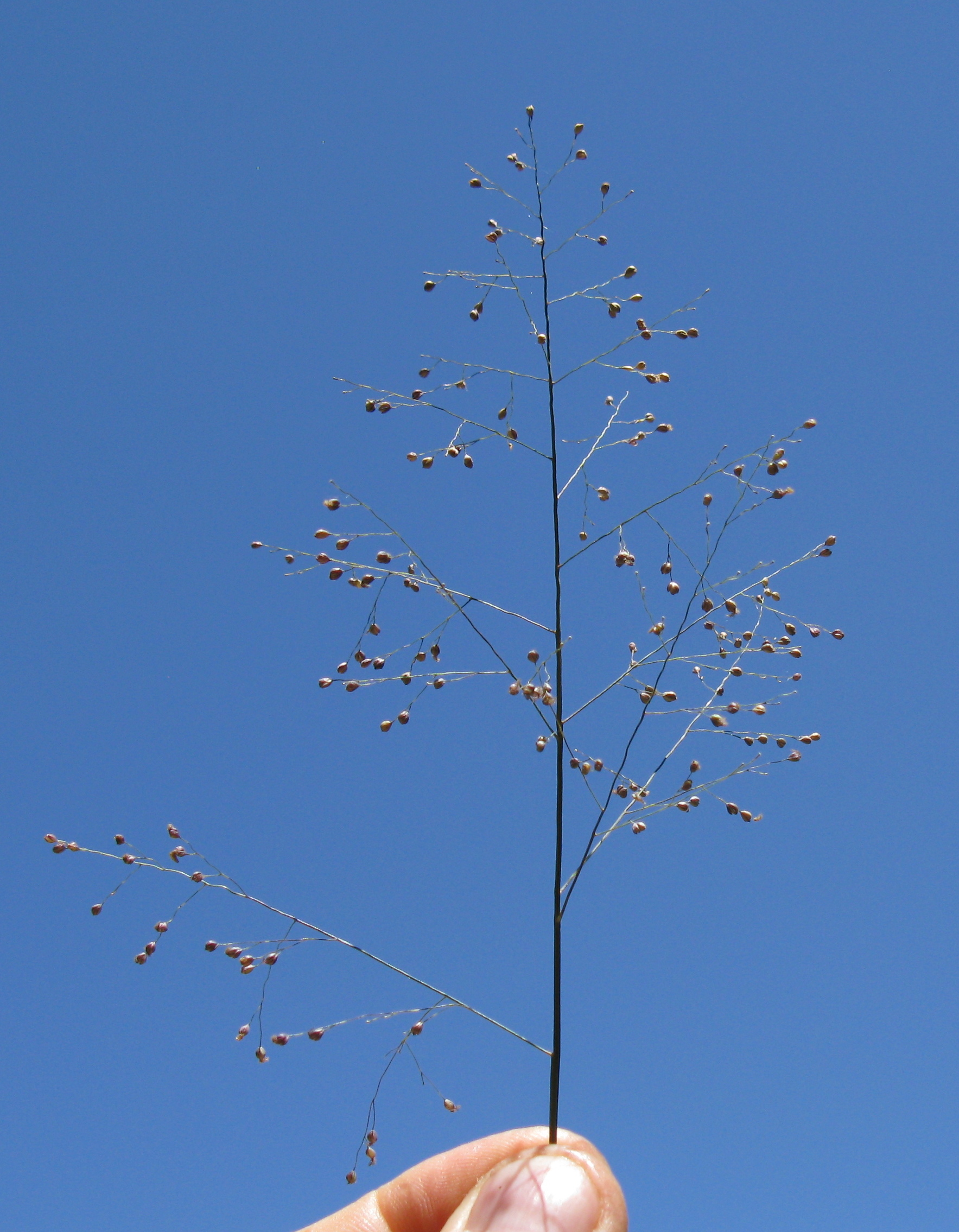
花序の様子
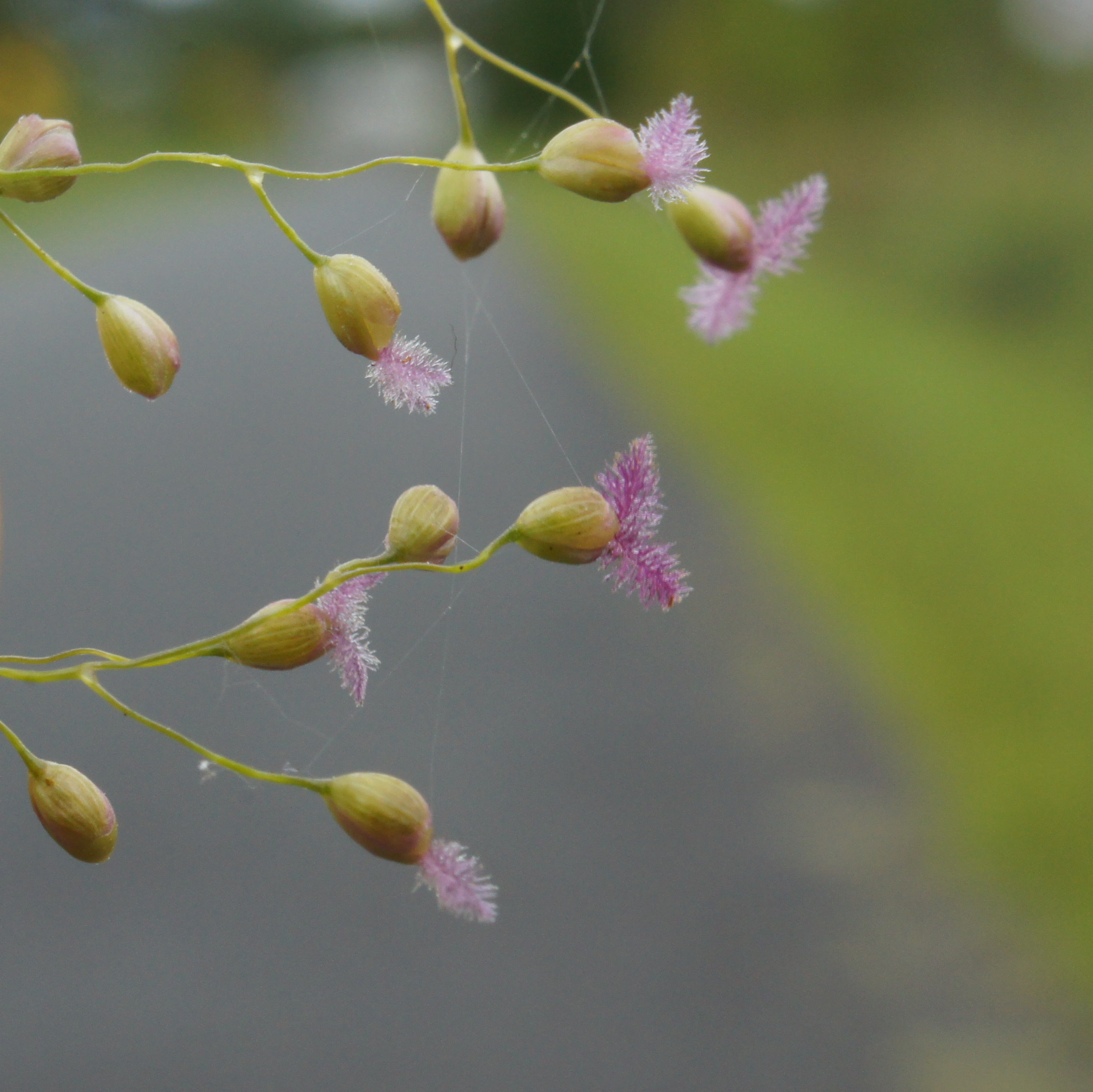
小穂と紫の花柱
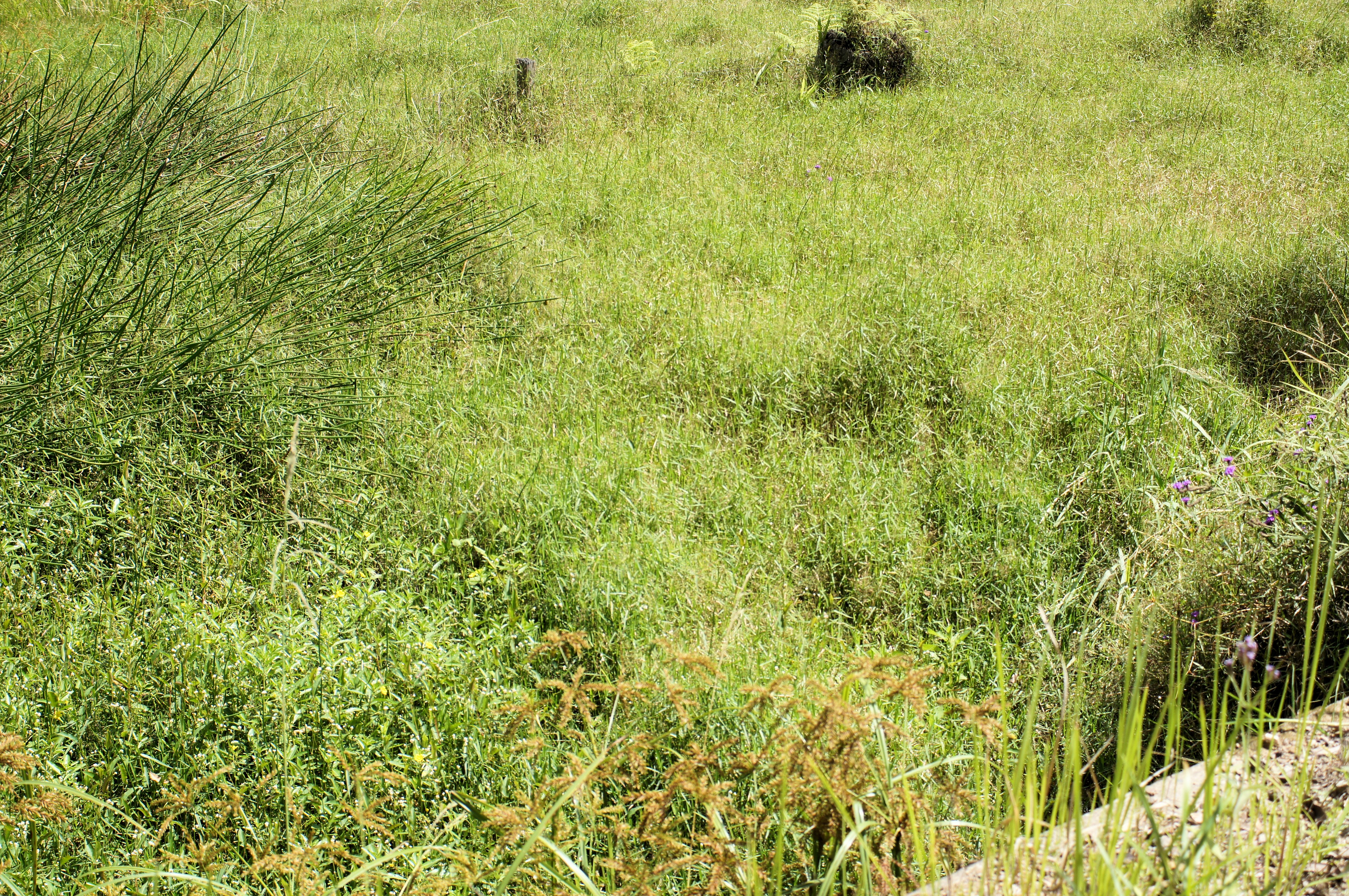
群生している様子

### 小穂の構造
この類の小穂は2個の小花からなり、2個はほぼ同大で腹背に扁平で、いずれも両性花である。包穎は広楕円形で紙質、小穂とほぼ同長かやや短くなっており、はっきりしない脈が数本走る。護穎は硬くてやや革質、楕円形で縁が内側に巻き、その内側に内穎を抱える。内穎も革質でやや平坦、熟すと淡黄色となる。果実が成熟した際には内穎と護穎は果実を抱えてそのまま脱落し、柄の上には包穎だけが残る。なお、2つの小花のうち上のものは両性花で結実するが、下方のものは雄性で結実しないと記述される例があるが、多くの場合に両方共に結実する。

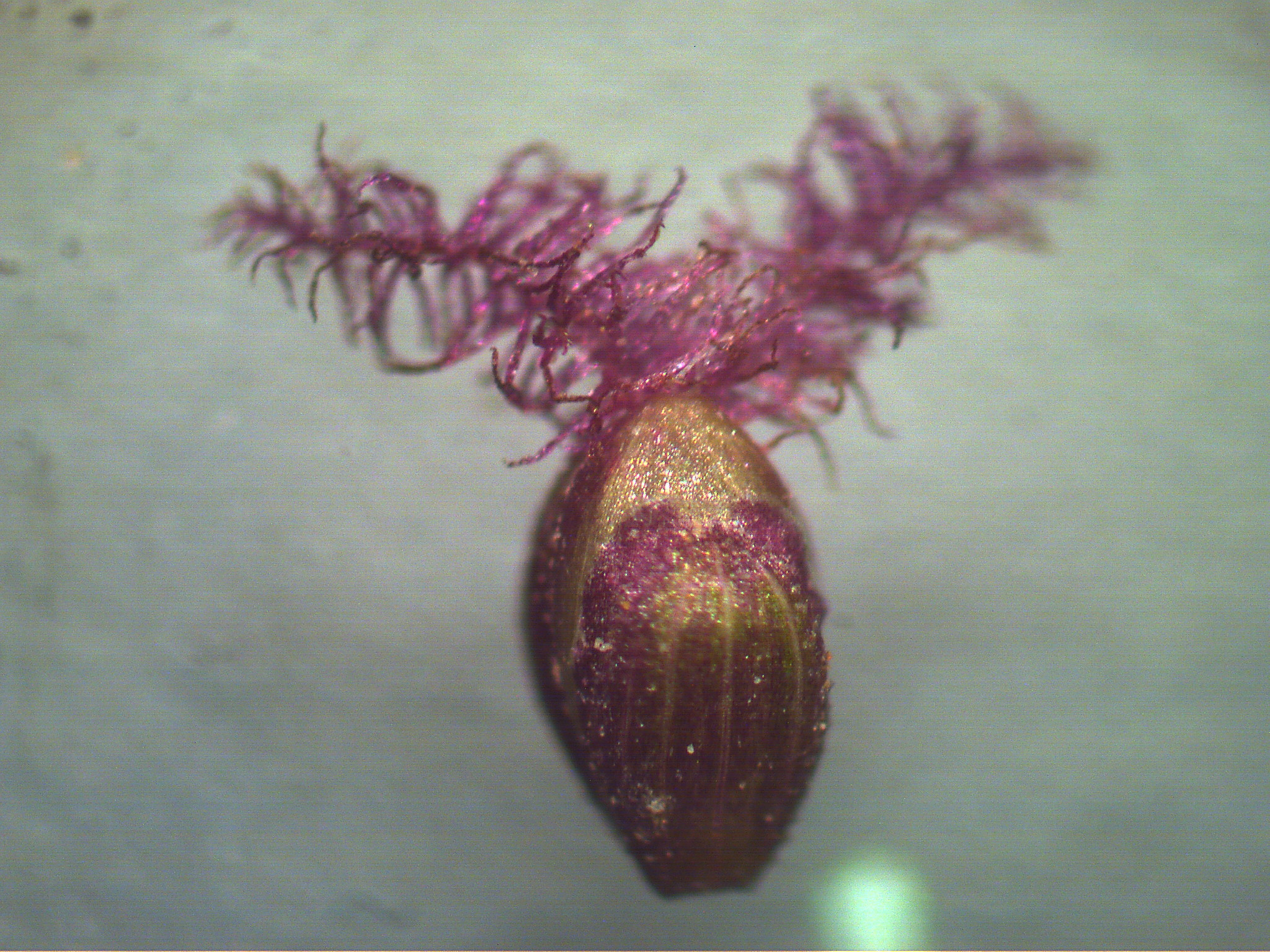
小穂・背面
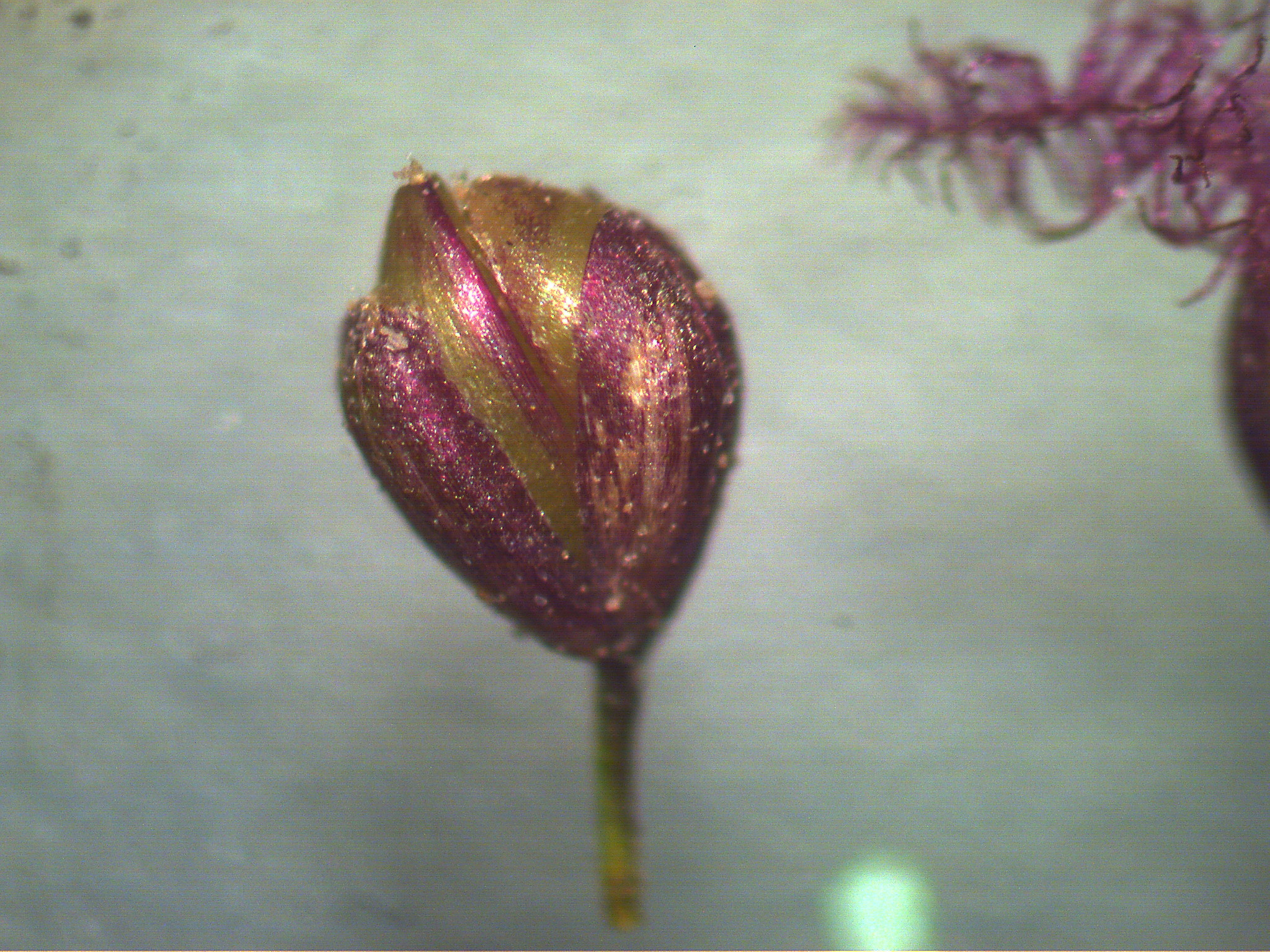
同・側面
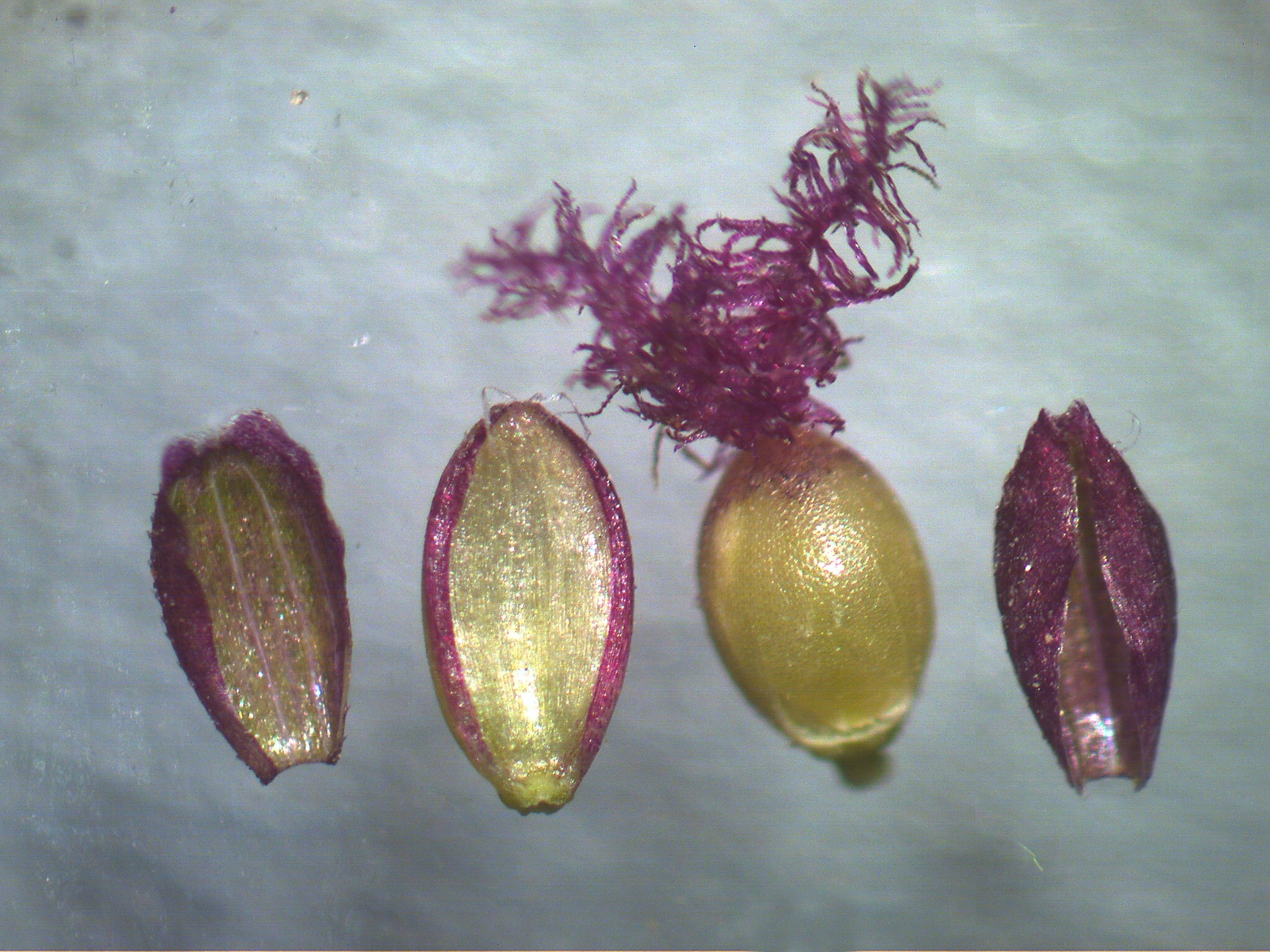
小穂の各部 左より第1包穎・第1小花の内穎側・第2小花の護穎側・第2包穎

## 分布と生育環境
日本では北海道から琉球列島までと広く分布し、国外では中国、東南アジア、オーストラリアにまで分布がある。
普通種であり、水湿地に出現してよく群生を作る。水田の畦や溝などにもよく出現し、休耕田では一面に群落を作ることが珍しくない。

## 分類など
本属の植物は東南アジアを中心に世界の暖地に生育し、約60種がある。日本では本種の他に以下の2種がある。いずれも本種より遙かに小型の植物で混同することはまずない。
- I. nipponensis：ハイチゴザサ

地を這う植物で本種よりずっと小さく、背丈は10cm程にしかならない。
- I. kunthiana：アツバハイチゴザサ

ハイチゴザサに似てやや葉が大きくて厚い。
他に北村他(1987)にはオオチゴザサ I. subglobosa が取り上げられており、やや大きくて紫を帯びず、2つの小花のうち下方のものが雄生で結実しない、との記述があるが、長田(1993)も佐竹他(1982)もこれには触れておらず、認めていないものと思われる。しかしYListにはこの種が認められている。